# Streptococcus
Streptococcus, del griego clasico στρεπτός (streptós), "trenza", y κόκκος (kókkos), "esfera", es un genero de bacterias, conocidas en español como estreptococos, formado por cocos gram -positivos pertenecientes al filo firmicutes y al grupo de las bacterias ácido lácticas. Estas bacterias crecen en cadenas o pares, donde cada división celular ocurre a lo largo de un eje. De allí que su nombre, del griego στρεπτος (streptos), significa ‘que se dobla o retuerce con facilidad’, como una cadena. Los estreptococos son oxidasa– y catalasa– negativos.
Las especies conocidas de estreptococos que producen enfermedades a humanos son:
- Estreptococos del grupo A: Streptococcus pyogenes producen amigdalitis e impétigo.
- Estreptococos del grupo B: Streptococcus agalactiae producen meningitis en neonatos y trastornos del embarazo en la mujer.
- Neumococo: Streptococcus pneumoniae es la principal causa de neumonía adquirida en la comunidad.
- Streptococcus viridans es una causa importante de endocarditis y de abscesos dentales.
- Streptococcus mutans causa importante de caries dental. Pertenece al grupo de estreptococos viridans.

Algunas especies de los grupos C y G tienen en su pared la proteína G que, por su capacidad de unión a anticuerpos, tiene importantes aplicaciones en biotecnología.

## Características
La mayoría de las especies de Streptococcus son anaerobios facultativos, y algunos crecen únicamente en una atmósfera enriquecida con dióxido de carbono (bacterias carbofílicas). Sus exigencias nutricionales son complejas, y su aislamiento requiere el uso de medios enriquecidos con sangre o suero. Son capaces de fermentar carbohidratos produciendo ácido láctico y también son catalasa negativos a diferencia de los estafilococos.

## Clasificación
La diferenciación de las especies que componen este género es complicada debido a que utilizan tres sistemas diferentes:
- Propiedades serológicas (grupos de Lancefield).
  - Grupos de la A a la W
- Patrones hemolíticos:
  - Hemólisis completa (hemólisis beta [β])
  - Hemólisis incompleta (hemólisis alfa [α])
  - Ausencia de hemólisis (hemólisis gamma [γ])[Nota 1]
- Propiedades bioquímicas
  - Pruebas bioquímicas

Los grupos de Lancefield (creados por Rebeca Lancefield en 1933) se basa en la identificación de antígenos específicos de grupo la mayoría de los cuales son carbohidratos de pared celular. Algunos pueden identificarse con pruebas inmunológicas instantáneas, por ejemplo, en la identificación de Streptococcus pyogenes para iniciar el tratamiento antibiótico. Desgraciadamente muchos estreptococos α-hemolíticos y no hemolíticos carece de los antígenos de pared celular y no son específicos.

## Patogénesis
A pesar de las enfermedades infecciosas que causan algunas especies de estreptococo, otras no son patógenas. Los estreptococos forman parte de la flora saprofita de la boca, piel, intestino y el tracto respiratorio superior de los humanos.
Por regla general, las especies individuales de los estreptococo se clasifican basados en sus propiedades hemolíticas.

### Estreptococos alfa-hemolíticos

#### Neumococo
- S. pneumoniae, causante de neumonía bacteriana, otitis media y meningitis.

Son formas cocáceas (de 2-6) gram positivas.
Al microscopio óptico se ven como cocaceas gram positivas de aspecto lanceolado (forma de grano de arroz). En cultivo en agar sangre de cordero se observan a la lupa de luz como colonias umbilicadas (elevación central).

#### Viridansy otros
- S. mutans, un contribuyente para caries dental.
- S. viridans, causa de endocarditis y abscesos dentales.
- S. thermophilus, usado en la manufactura de algunos quesos y yogures.
- S. constellatus, patógeno humano ocasional, notable como colonias con crecimiento en agar sangre con fuerte olor a caramelo.

### Estreptococos beta-hemolíticos

#### Grupo A
S. pyogenes (también conocido como GAS) es el agente causal en las infecciones estreptocócicas del Grupo A, (GAS) incluyendo faringitis estreptocócica ("amigdalitis"), fiebre reumática aguda, fiebre escarlata, glomerulonefritis aguda y fascitis necrotizante. Si la amigdalitis no es tratada, puede desarrollarse fiebre reumática, una enfermedad que afecta las articulaciones y las válvulas cardiacas. Otras especies de Streptococcus también pueden poseer el antígeno del Grupo A, pero las infecciones en humanos por cepas no-S) parecen no ser comunes.
La infección por Estreptococo Grupo A es diagnosticada generalmente con una prueba rápida de estreptococos o mediante cultivo.
El método comúnmente empleado en los laboratorios clínicos para la identificación presuntiva en cultivos de Streptococcus Beta-hemolítico del grupo A (Streptococcus pyogenes) es la prueba de susceptibiidad a la bacitracina o Taxo A. Otra manera es detectar el antígeno A mediante enzimoinmunoanálisis o inmunoaglutinación.

#### Grupo B
S. agalactiae, o GBS, causa neumonía y meningitis en neonatos y en las personas más jóvenes, con bacteriemia sistémica ocasional. Estos también pueden colonizar el tubo digestivo y el sistema reproductor femenino, incrementando el riesgo de ruptura prematura de membranas y la transmisión al bebé.  El Colegio Americano de Obstetras y Ginecólogos, la Academia Americana de Pediatras y los Centros para el Control de las Enfermedades recomiendan a todas las mujeres embarazadas entre 35 y 37 semanas de gestación la evaluación para GBS. Las mujeres que obtengan un examen positivo deberían recibir antibióticos profilácticos durante el parto, con lo cual usualmente prevendrá la transmisión al neonato.
En el Reino Unido, los clínicos han sido lentos en la implementación de los mismos estándares como en los Estados Unidos, Australia y Canadá.  En el Reino Unido, solamente un 1% de unidades de maternidad han verificado la presencia del streptococcus Grupo B. Aunque el Real Colegio de Obstetras y Ginecólogos expidieron normativas basadas en el riesgo en 2003 (dada la revisión en 2006), la implementación de estas normativas ha sido irregular. Algunos grupos sienten que como resultado 75 infantes en el Reino Unido mueren cada año por enfermedad relacionada con GBS y otros 600 o más sufren infección seria, la mayoría de los cuales pudieran ser prevenidos; no obstante, esto debe aún ser probado por RCT en el escenario del Reino Unido y, dada la evidencia para la eficacia de la evaluación y tratamiento desde otros países, podría ser que el necesario ensayo a gran escala no recibiría respaldo ni aprobación ética.

#### Grupo C
Incluye S. equi, el cual causa adenitis en caballos, y S. zooepidemicus, el cual causa infecciones en varias especies de mamíferos incluyendo al ganado y caballos.  Este también puede ocasionar muerte en gallinas y alces. Muchos habitantes de las montañas en Canadá han encontrado cadáveres de alces yaciendo en la mitad del camino; las pruebas post mortem han establecido la presencia de estreptococos del grupo C en su sangre. Algunas especies encuadradas en este grupo pueden causar infecciones en la piel en el ser humano, como la erisipela.

#### Grupo D (enterococos) *hemolísis de tipo variable
Muchos estreptococos del Grupo D han sido reclasificados y ubicados en el Género Enterococcus (incluyendo S. faecalis, S. faecium, S. durans, y S. avium). Por ejemplo, Streptococcus faecalis se conoce en la actualidad como Enterococcus faecalis.
Las cadenas remanentes no-enterocócicas del Grupo D incluyen Streptococcus bovis y Streptococcus equinus.

### Estreptococos no hemolíticos
Los estreptococos no hemolíticos rara vez causan enfermedad. Sin embargo, estreptococos del grupo D betahemolíticos débilmente hemolíticos y Listeria monocytogenes no deben ser confundidos con estreptococos no hemolíticos.

## Galería

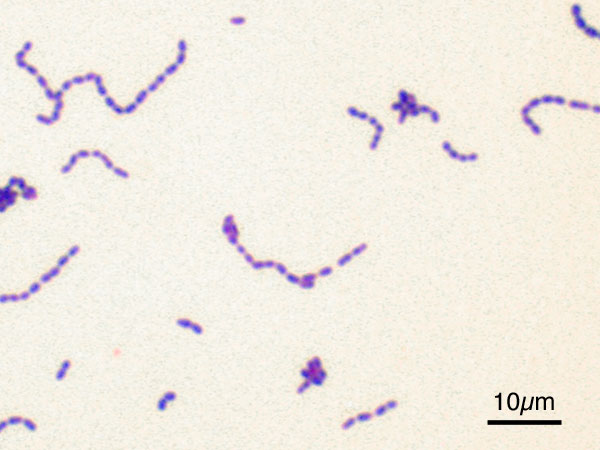
S. mutans
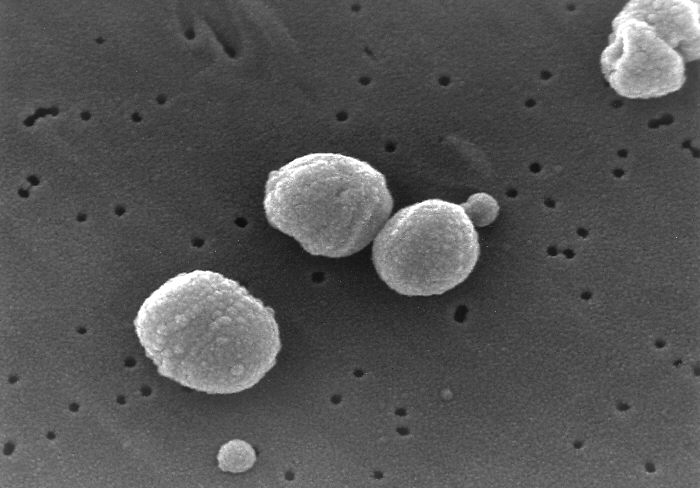
S. pneumoniae
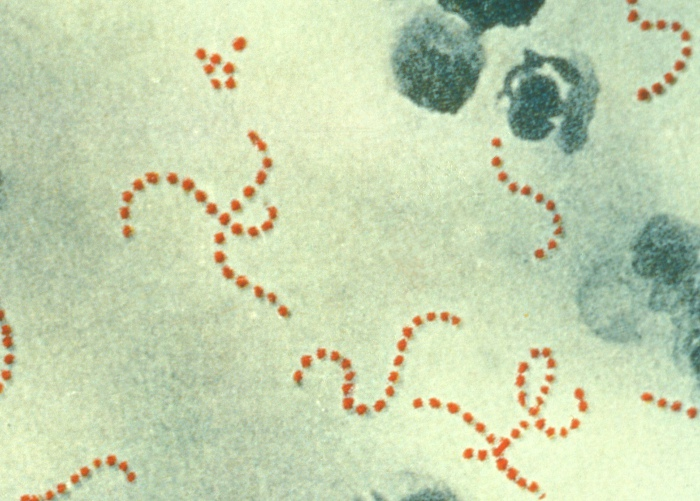
S. pyogenes
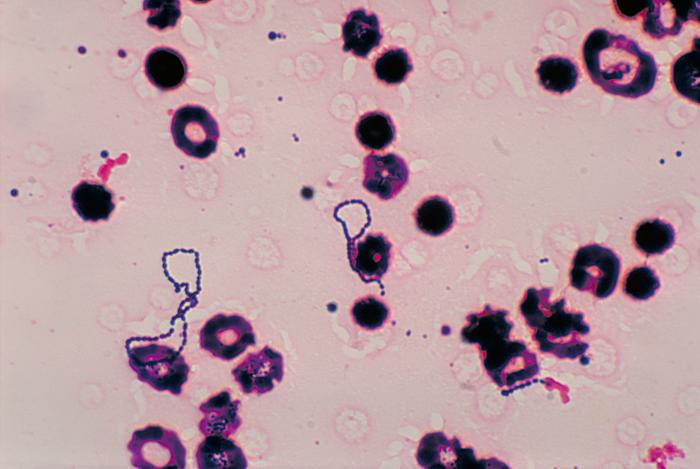
S. viridans